# Chrysomyxa woroninii
Chrysomyxa woroninii är en svampart som beskrevs av Tranzschel 1903. Chrysomyxa woroninii ingår i släktet Chrysomyxa och familjen Coleosporiaceae.   Inga underarter finns listade i Catalogue of Life. På svenska kallas den ofta för mjölkomlor.

## Ekologi
Chrysomyxa woroninii är en rostsvamp som angriper skott av gran och skvattram. På skvattram leder angreppet till att häxkvastar bildas. Därifrån sprids sporer till gran, där svampen övervintrar i knopparna. På våren omvandlas skotten till kotteliknande bildningar som är ätbara och rika på stärkelse. Det är egentligen dessa bildningar som kallas för mjölkomlor.